# Pterocheilus phalerarus
Pterocheilus phalerarus är en stekelart. Pterocheilus phalerarus ingår i släktet palpgetingar, och familjen Eumenidae. Utöver nominatformen finns också underarten P. p. suarezi.